# Weihetafel
Als Weihetafeln werden im Mauerwerk spätmittelalterlicher Kirchen eingelassene Reliefbilder bezeichnet, die meist den gekreuzigten Christus mit Begleitpersonen darstellen. Ihre Funktion ist nicht geklärt. Vielfach werden sie mit der Weihe oder erneuten Konsekration der betreffenden Kirche in Verbindung gebracht. Geschichtlich besonders wertvoll sind Tafeln mit Jahreszahlen. Weihetafeln wurden nur ein knappes Jahrhundert lang, von etwa 1430 bis etwa 1510, angebracht.

## Beispiele von Weihetafeln

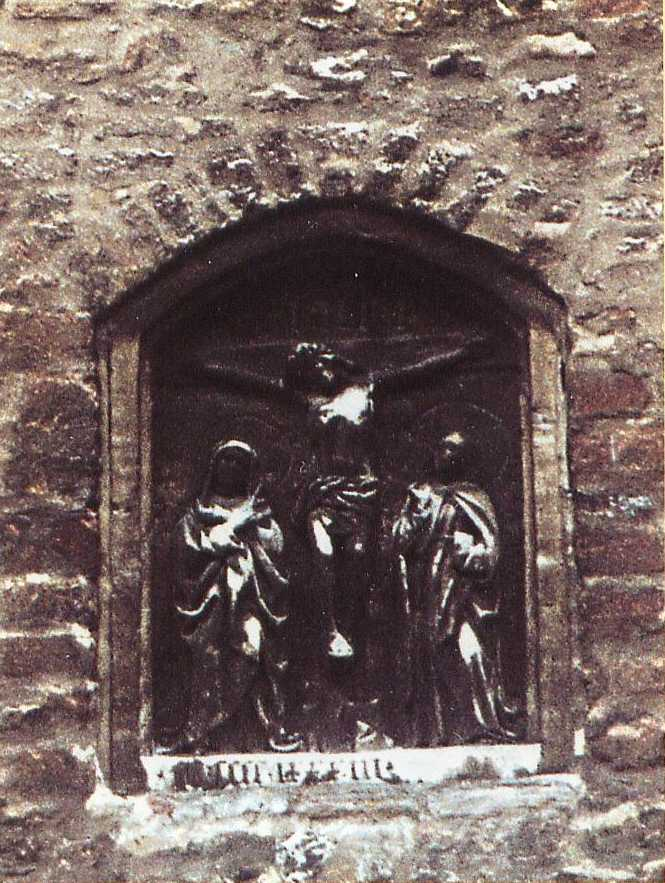
St. Bartholomäus in Braunschweig-Innenstadt, datiert: 1433, über dem Ostportal
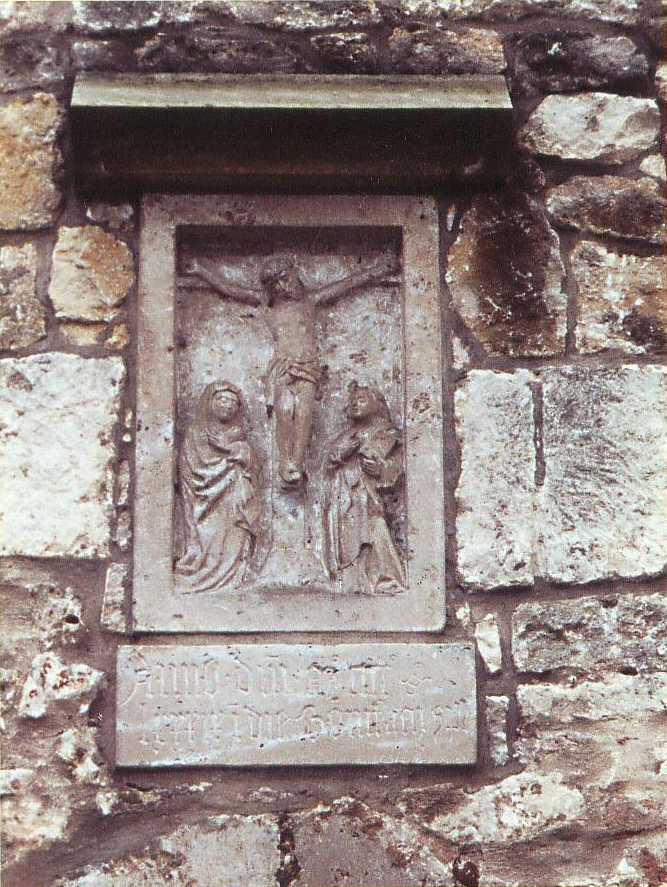
St. Nikolaus in Groß Schwülper (Landkreis Gifhorn), Nachbildung über dem Eingangsportal. (Das datierte Original, um 1489, befindet sich in der Kirche.)
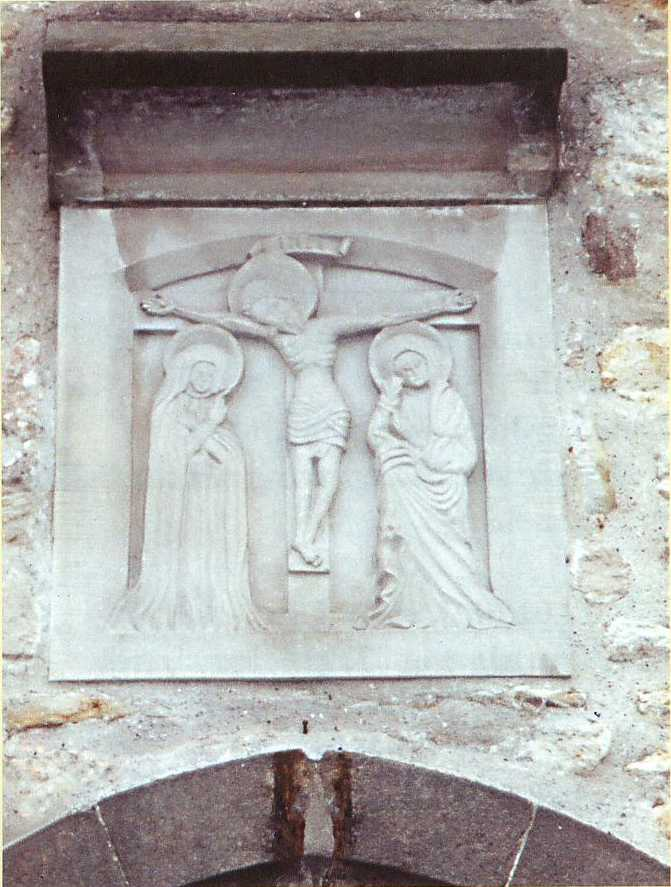
St. Nicolai in Rethen (Landkreis Gifhorn), Nachbildung über dem Eingangsportal. (Das undatierte Original, um 1500, befindet sich in der Kirche.)
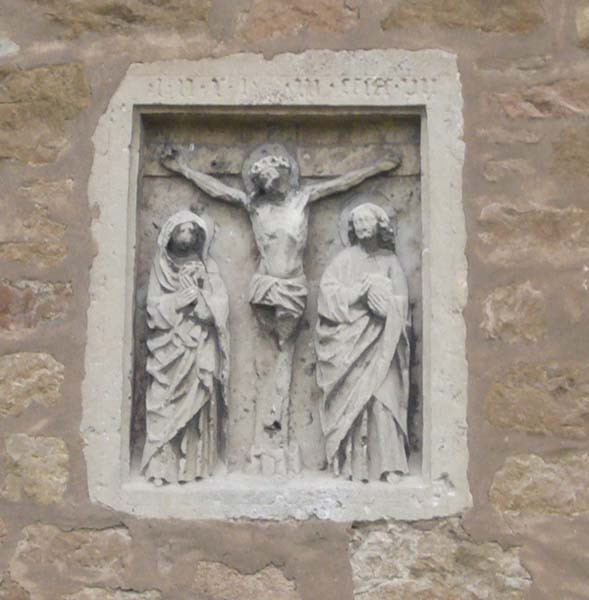
St. Nicolai in Sonnenberg (Landkreis Peine), datiert, Ostfassade
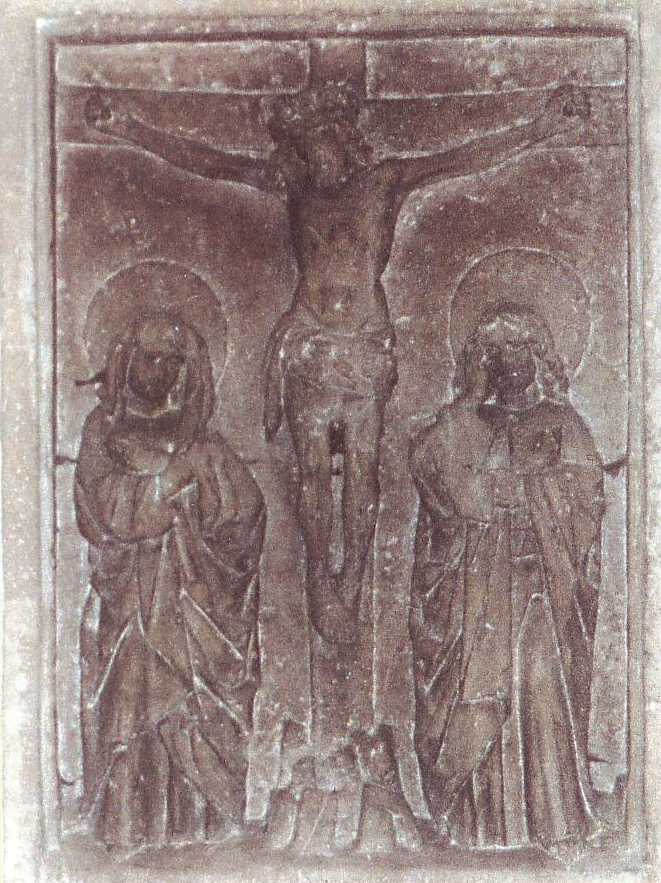
St. Martini in Wahle (Landkreis Peine), datiert: 1494, ursprünglich wohl außen angebracht, nunmehr in der Kirche
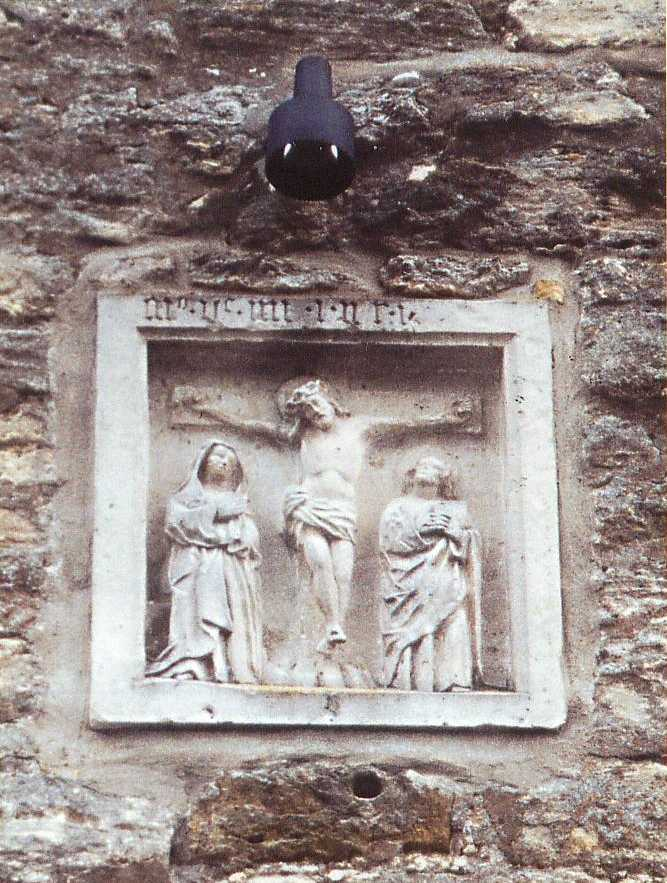
St. Nikolaus in Walle (Landkreis Gifhorn), Nachbildung über dem Eingangsportal. (Das datierte Original, 1504, befindet sich in der Kirche.)
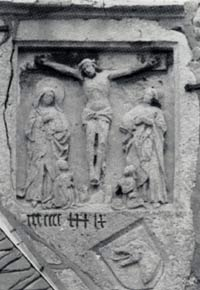
Marienkirche in Wendeburg (Landkreis Peine), datiert: 1439, über dem Eingangsportal